# Elza, Carnaval & Samba
Elza, Carnaval & Samba é o décimo segundo álbum de estúdio da cantora e compositora brasileira Elza Soares, lançado em 1969 pela Odeon, com produção musical de Lyrio Panicali.

## Antecedentes
Em 1967 e 1969, Elza Soares se dedicou a várias parcerias com Miltinho e Wilson das Neves. Durante o período, o único registro seu totalmente solo é Elza, Carnaval & Samba. Ainda pela Odeon, ela continuaria a sua carreira com novos álbuns até 1973.

## Gravação
O projeto Elza, Carnaval & Samba foi produzido pelo maestro Lyrio Panicali e com direção artística de Milton Miranda. O repertório traz sambas-enredo e músicas com temática carnavalesca, escritas por nomes como Noel Rosa, Raul Sampaio, Sebastião Mota, Silas de Oliveira e outros.

## Lançamento e legado
Elza, Carnaval & Samba foi lançado em 1969 pela Odeon em vinil. O projeto teve, como destaques, os sambas-enredo "Bahia de todos os deuses" e "Heróis da liberdade".
Em 2002, o álbum foi lançado pela primeira vez em CD a partir da série Odeon - 100 Anos de Música no Brasil, organizada por Charles Gavin. No ano seguinte, o álbum foi incluído na caixa de coleção Negra, com reedição de Marcelo Fróes, com a inclusão de 3 faixas bônus, singles avulsos da época.

## Faixas
A seguir lista-se as faixas de Elza, Carnaval & Samba:
Lado A
1. "Bahia de Todos os Deuses"
2. "Quero Morrer no Carnaval"
3. "Não Me Diga Adeus"
4. "Eu Chorarei Amanhã"
5. "De Lanterna na Mão"
6. "Fechei a Porta"

Lado B
1. "Heróis da Liberdade"
2. "Rosa Maria"
3. "Eu Agora Sou Feliz"
4. "Que Samba Bom"
5. "Falam De Mim"
6. "Se É Pecado Sambar